# Algèbre de Beurling
En mathématiques le terme algèbre de Beurling est utilisé pour désigner différentes algèbres introduites par Arne Beurling. Usuellement, c'est une algèbre de fonctions périodiques avec des séries de Fourier

## Exemples
- Soit l'algèbre des fonctions f dont les majorants{\displaystyle c_{k}=\sup _{|n|\geq k}|a_{n}|}des coefficients de Fourier an sont sommables, c'est-à-dire{\displaystyle \sum _{k\geq 0}c_{k}<\infty .}
- Soit une fonction de pondération w sur ℤ telle que{\displaystyle w(m+n)\leq w(m)w(n),\quad w(0)=1.}Dans ce cas, {\displaystyle A_{w}(\mathbb {T} )=\left\{f:f(t)=\sum _{n}a_{n}e^{int},\,\|f\|_{w}=\sum _{n}|a_{n}|w(n)<\infty \right\}\,\left(\simeq \ell _{w}^{1}(\mathbb {Z} )\right)}est une algèbre de Banach unitaire et commutative.
Ces algèbres sont étroitement liées à l'algèbre de Wiener (en).